# Девол
Девол (др.-греч. Δεάβολις, ή Διάβολις, ή Σελάσφορος, ст.‑слав. Дѣволъ) — средневековый город-крепость в юго-восточной Албании. Расположен был на Эгнатиевой дороге в верховьях реки Деволи около селения Звезда в общине Малики в округе Корча.
Юго-восточная Албания вошла в состав Первого Болгарского царства при князе Борисе I незадолго до крещения Болгарии. Девол был крупным административным и церковным центром области Кутмичевица, одной из десяти болгарских военно-административных единиц. В области Кутмичевица в юго-западной части Первого Болгарского царства с центром в городе Девол с 886 года вёл просветительскую деятельность ученик Кирилла и Мефодия Климент Охридский, основавший в Деволе по распоряжению князя Бориса I школу для обучения болгар славянской письменности (глаголице). Князь подарил учителю три дворца в Деволе и «места для отдохновения» около Охрида и Главиницы. Во время своей просветительской деятельности Климент обучил в общей сложности 3500 учеников (в том числе будущего Девольского епископа Марка). Школа в Деволе была первым книжным центром в средневековой Болгарии.
Тут открыл он первое славяно-болгарское училище. В этом училище было два отделения: для взрослых, имевших уже некоторую подготовку, и для детей. Затем были открыты школы и в других местах Кутмичиницы, где действовали лица, получившие образование в Деволе. Климент имел 3500 избранных учеников — народных учителей, церковных лиц и проповедников.
В 893/894 году вместо Климента Охридского, рукоположенного в епископы, Наум Охридский возглавил просветительскую деятельность.
В 1018 году Девол вошёл в состав Византии. В октябре 1107 года Боэмунд Тарентский предпринял вторжение из Италии во владения Византии, но был блокирован у крепости Девол  и в сентябре 1108 года вынужден заключить Девольский мирный договор с византийским императором Алексеем I Комнином на условиях передачи права верховного правителя Антиохийского княжества. После падение Константинополя в 1204 году Девол вошёл в Эпирское царство, после битвы при Клокотнице в 1230 году — во Второе Болгарское царство, после вступления Михаила I Асеня в 1246 году на болгарский престол Девол отошел к Эпирскому царству, к 1254 году вошёл в Никейскую империю, захвачен сербским королём Стефаном Душаном в 1340-е годы и вошёл в Сербо-греческое царство, после смерти Стефана Душана в 1355 году вошёл в Эпирское царство, в середине XV века — в Османскую империю.
Еще до рукоположения Климента Охридского в Деволе возникла епископская кафедра. В послании охридского архиепископа Феофилакта Болгарского указывается, что в Деволе был построен один из семи кафедральных соборов по указанию князя Бориса I. Девольская епископия была присоединена к Касторийской при реорганизации в 1018—1019 гг. Болгарской церкви Василием II. Епархиальный центр был перенесён из Девола в Касторию. Однако уже в конце XI — начале XII века Девольская епископия была отделена от Касторийской митрополии и упоминается в посланиях архиепископа Феофилакта Болгарского. В начале XVII века основана Корчинская митрополия, в которую вошла Девольская епископия.
Раскопки не проводились.